# Плокар
Плокар — в пізньосередньовічних джерелах майстер, що займається первинною обробкою та підготовкою залізною руди до плавлення.
Повний технологічний процес такої підготовки між видобуванням та плавкою складався з наступних етапів:
- просушка болотної залізної руди
- випал її на відкритому вогнищі
- подрібнення
- промивка і подальша сушка
- просіювання.

В результаті такої обробки руда позбавлялася зайвої вологи та домішок піску, глини тощо.